# Elasmothemis rufa
Elasmothemis rufa är en trollsländeart som beskrevs av De Marmels 2008. Elasmothemis rufa ingår i släktet Elasmothemis och familjen segeltrollsländor. Inga underarter finns listade i Catalogue of Life.